# Verbandsgemeinde Römerberg-Dudenhofen
Die Verbandsgemeinde Römerberg-Dudenhofen ist eine Gebietskörperschaft im Rhein-Pfalz-Kreis in Rheinland-Pfalz. Zur Verbandsgemeinde gehören vier Ortsgemeinden. Der Verwaltungssitz befindet sich in der Ortsgemeinde Dudenhofen, in Römerberg ist eine zweite Verwaltungsstelle eingerichtet.
Die Verbandsgemeinde wurde zum 1. Juli 2014 durch den freiwilligen Zusammenschluss der bisher verbandsfreien Gemeinde Römerberg und der gleichzeitig aufgelösten Verbandsgemeinde Dudenhofen gebildet.

## Verbandsangehörige Gemeinden
| Ortsgemeinde                          | Fläche (km²) | Einwohner |
| ------------------------------------- | ------------ | --------- |
| Dudenhofen                            | 12,95        | 6.057     |
| Hanhofen                              | 5,80         | 2.579     |
| Harthausen                            | 8,37         | 3.197     |
| Römerberg                             | 27,86        | 9.949     |
| Verbandsgemeinde Römerberg-Dudenhofen | 54,99        | 21.782    |

(Einwohner am 31. Dezember 2023)

## Geschichte
Die frühere Verbandsgemeinde Dudenhofen war 1971 im Rahmen der rheinland-pfälzischen Funktional- und Gebietsreform entstanden. Zuvor galten im damaligen Regierungsbezirk Pfalz im Wesentlichen die aus der bayerischen Zeit (1816 bis 1946) stammenden Verwaltungsstrukturen. Die Gemeinde Römerberg, die am 7. Juni 1969 aus den ehemaligen Gemeinden Berghausen, Heiligenstein und Mechtersheim gebildet wurde, gehörte bisher keiner Verbandsgemeinde an.
Am 28. September 2010 wurde das Erste Gesetz zur Kommunal- und Verwaltungsreform erlassen mit dem Ziel, Leistungsfähigkeit, Wettbewerbsfähigkeit und Verwaltungskraft der kommunalen Strukturen zu verbessern. Für Verbandsgemeinden wurde festgelegt, dass diese mindestens 12.000 Einwohner (Hauptwohnung am 30. Juni 2009) umfassen sollten, für verbandsfreie Gemeinden wurde die Einwohnerzahl auf 10.000 festgelegt. Die sogenannte Freiwilligkeitsphase endete am 30. Juni 2012.
Alle beteiligten Kommunen vereinbarten am 28. Juni 2012 die freiwillige Bildung der neuen Verbandsgemeinde. Das entsprechende Landesgesetz wurde am 8. Mai 2013 beschlossen.
Das Land gewährte der Verbandsgemeinde Römerberg-Dudenhofen aus Anlass ihrer freiwilligen Bildung eine einmalige einwohnerbezogene Zuweisung in Höhe von 1.082.100 Euro. Die Ortsgemeinde Römerberg erhielt eine Zuweisung in Höhe von 970.000 Euro, die Ortsgemeinde Dudenhofen von 605.000 Euro, die Ortsgemeinde Hanhofen von 250.000 Euro und die Ortsgemeinde Harthausen von 320.000 Euro.

## Bevölkerungsentwicklung
Die Entwicklung der Einwohnerzahl ist bezogen auf das Gebiet der Verbandsgemeinde Römerberg-Dudenhofen; die Werte von 1871 bis 1987 beruhen auf Volkszählungen:
| Jahr | Einwohner |
| 1815 | 3.313     |
| 1835 | 5.301     |
| 1871 | 6.569     |
| 1905 | 7.636     |
| 1939 | 9.811     |
| 1950 | 11.274    |

| Jahr | Einwohner |
| 1961 | 12.921    |
| 1970 | 13.865    |
| 1987 | 16.071    |
| 1997 | 18.851    |
| 2005 | 20.346    |
| 2023 | 21.782    |

## Politik

### Verbandsgemeinderat
Der Verbandsgemeinderat Römerberg-Dudenhofen besteht aus 36 ehrenamtlichen Ratsmitgliedern, die bei der Kommunalwahl am 9. Juni 2024 in einer personalisierten Verhältniswahl gewählt wurden, und der hauptamtlichen Bürgermeisterin als Vorsitzender.
Die Sitzverteilung im Verbandsgemeinderat:
| Wahl | SPD | CDU | GRÜNE | FDP | FWG | Gesamt   |
| ---- | --- | --- | ----- | --- | --- | -------- |
| 2024 | 8   | 14  | 6     | 3   | 5   | 36 Sitze |
| 2019 | 8   | 14  | 9     | 3   | 2   | 36 Sitze |
| 2014 | 8   | 19  | 5     | 2   | 2   | 36 Sitze |

- FWG = Freie Wählergruppe der Verbandsgemeinde Weilerbach e. V.

### Bürgermeister
Silke Schmitt-Makdice (SPD) wurde am 1. Juli 2022 Bürgermeisterin der Verbandsgemeinde Römerberg-Dudenhofen. Bei der Stichwahl am 27. März 2022 hatte sie sich mit einem Stimmenanteil von 52,6 % gegen Harald Löffler (CDU) durchgesetzt, nachdem bei der Direktwahl am 6. März 2022 keiner der vier Bewerber um die Nachfolge des nicht mehr kandidierenden Amtsinhabers eine ausreichende Mehrheit erreicht hatte.
Schmitt-Makdices Vorgänger Manfred Scharfenberger (CDU), der erste Bürgermeister der neuen Verbandsgemeinde, wurde am 25. Mai 2014 mit 64,3 % direkt gewählt. Seine achtjährige Amtszeit begann am 1. Juli 2014. Scharfenberger war zuvor hauptamtlicher Bürgermeister der Gemeinde Römerberg. Am 28. September 2014 wurde er zum ehrenamtlichen Ortsbürgermeister von Römerberg gewählt.

### Wappen, Flagge und Banner
| Banner, Wappen und Hissflagge |  |
|                               |  |
|                               |  |

Blasonierung:„In von Silber und Blau geteiltem Schildbord in Blau und Silber geteilt, oben 2:1 vorne ein silbernes Kreuz dessen oberer Arm verlängert und zu einer stilisierten Krümme rechtshin ausgezogen ist, hinten ein silbernes Kreuz, dessen oberer Arm in einer liegenden Mondsichel endet, darunter eine silberne Lilie, unten eine blaue Armbrust, rechts beseitet von einer schräggestellten blauen Pflugschar, links von einem schräggestellten blauen Rebmesser.“
Das von Dieter Krieger entworfene Wappen wurde am 12. Juli 2016 vom Landrat des Rhein-Pfalz-Kreises genehmigt. Es zeigt die Hauptelemente der Wappen der vier Ortsgemeinden, oben von Dudenhofen, Harthausen und Hanhofen und unten die Symbole der drei Ortsteile Römerbergs: Heiligenstein, Mechtersheim und Berghausen.
Flaggenbeschreibung: Die Flagge wird als Banner und Hissflagge geführt; sie ist von Blau und Weiß geviert, darauf das Wappen wie oben beschrieben.